# 1. F.S.V. Mainz 05
El 1. FSV Mainz 05 (1. Fußball- und Sportverein Mainz 05 e.V.) es un club deportivo alemán con sede en la ciudad de Maguncia. Fue fundado en 1905 y actualmente compite en la 1. Bundesliga, la máxima categoría del fútbol alemán.
El club cuenta con aproximadamente 25.000 socios, lo que lo posiciona entre las entidades deportivas con mayor número de afiliados en Alemania.
Entre sus mayores logros futbolísticos destacan su participación en la primera división alemana entre 2004 y 2007, y de forma continua desde 2009. En la temporada 2008/09 alcanzó las semifinales de la Copa de Alemania, y en la campaña 2015/16 finalizó en la sexta posición de la Bundesliga, lo que le permitió clasificarse directamente a la fase de grupos de la UEFA Europa League.
Las oficinas comerciales del club están ubicadas en la calle Isaac-Fulda-Allee, en el distrito de Mainz-Gonsenheim. Para garantizar su competitividad económica y deportiva, la empresa municipal GVG construyó un estadio con capacidad para 33.305 espectadores en el distrito de Mainz-Bretzenheim. Este recinto, conocido actualmente como Mewa Arena, fue inaugurado el 3 de julio de 2011 y ha sido la sede de los partidos como local del primer equipo desde la temporada 2011/12. El club alquila el estadio desde el 5 de mayo de 2009.

## Historia
Un intento fallido de fundar un club de fútbol en la ciudad en 1903 fue seguido dos años más tarde por la exitosa creación del 1. Mainzer Fussballclub Hassia 1905. Tras varios años de juego en la Süddeutschen Fußballverband (Liga de Fútbol del Sur de Alemania), el club se fusionó con el FC Hermannia 07 -el antiguo equipo de fútbol de Mainzer TV 1817- para formar el 1. Mainzer Fussballverein Hassia 05, que dejó de llamarse "Hassia" en agosto de 1912. Tras la Primera Guerra Mundial, en 1919, se produjo otra fusión con el Sportverein 1908 de Maguncia, que dio lugar a la formación del 1. Mainzer Fußball- und Sportverein 05. Die Nullfünfer ("05") fue un club sólido que ganó varios campeonatos de la liga regional en el periodo de entreguerras y se clasificó para la ronda inicial de los campeonatos nacionales en 1921, tras ganar la Kreisliga Hessen.
A finales de la década de 1920 y principios de la de 1930, el club obtuvo buenos resultados en la Bezirksliga Main-Hessen - Gruppe Hessen, incluyendo el primer puesto en 1932 y 1933. Esto le valió al equipo una plaza en la Gauliga Südwest, una de las 16 nuevas ligas de primera división que se formaron en la reorganización del fútbol alemán bajo el Tercer Reich. El club sólo jugó una temporada en ese nivel antes de descender, debido al juego de alta intensidad que no pudo mantener. Karl Scherm marcó en 23 de los 44 partidos que disputó con el Mainz durante su última temporada. En 1938, el Mainz se vio obligado a fusionarse con el Reichsbahn SV Mainz y jugó como Reichsbahn SV Mainz 05 hasta el final de la Segunda Guerra Mundial.
Después de la Segunda Guerra Mundial, el club volvió a formar parte de las ligas superiores en la Oberliga Südwest de Alemania, pero nunca superó la mitad de la tabla. Jugó en la máxima categoría hasta la fundación de la nueva liga profesional, la Bundesliga, en 1963, y pasó a jugar como equipo de segunda división durante la mayor parte de las cuatro décadas siguientes. Se retiró durante un tiempo -desde finales de los años 70 hasta finales de los 80- a la Oberliga Südwest (III), como consecuencia de una serie de problemas financieros. El Mainz se proclamó campeón de Alemania amateur en 1982.
El club regresó al fútbol profesional con el ascenso a la 2. Bundesliga por una sola temporada en 1988-89 con Bodo Hertlein como presidente, antes de regresar finalmente para una carrera prolongada en 1990-91. Al principio, el equipo era un eterno candidato al descenso, y luchaba cada temporada por evitarlo. Sin embargo, bajo la dirección del poco ortodoxo entrenador Wolfgang Frank, el Mainz se convirtió en uno de los primeros clubes del fútbol alemán en adoptar una defensa plana de cuatro zonas, en contraposición a la entonces popular defensa hombre a hombre que utilizaba un líbero.
El Mainz fracasó en sus tres intentos de llegar a la máxima categoría en 1996-97, 2001-02 y 2002-03, con un cuarto puesto muy cercano a la zona de ascenso. El último intento fallido fue un duro golpe, ya que se les negó el ascenso en el minuto 93 del último partido de la temporada. Un año antes, el Mainz se convirtió en el mejor equipo no ascendido de todos los tiempos en la 2. Bundesliga, con 64 puntos acumulados. Sin embargo, la perseverancia del club dio sus frutos tras el ascenso a la Bundesliga en 2003-04 bajo la dirección de Jürgen Klopp. El club jugó tres temporadas en la máxima categoría, pero descendió al final de la temporada 2006-07. El Mainz volvió a ascender a la máxima categoría sólo dos años después, tras la temporada 2008-09.
El Mainz también consiguió una plaza a la Copa de la UEFA 2005-06 en su temporada de debut en la Bundesliga como candidato de Alemania en el sorteo del Ranking de Fair Play de la UEFA, que reconoce el juego positivo, el respeto al rival, el respeto al árbitro, el comportamiento del público y de los oficiales de los equipos, así como las amonestaciones y las expulsiones. Debido a la capacidad limitada del estadio Bruchweg, los partidos en casa de la Copa de la UEFA se jugaron en el Deutsche Bank Park de Fráncfort. Tras derrotar al FC Mika Ereván armenio y al Keflavík ÍF islandés en las rondas de clasificación, el Mainz perdió ante el Sevilla Fútbol Club, a la postre campeón, por un global de 2-0 en la primera ronda.
En la temporada 2010-11, el Mainz igualó el récord de inicio de la Bundesliga al ganar sus siete primeros partidos de esa temporada. Terminó la temporada con su mejor resultado hasta la fecha, con un quinto puesto, lo que le valió su segunda participación en la Copa de la UEFA, donde fue eliminado en la tercera ronda de clasificación por el club rumano Gaz Metan Mediaș.

## Rivalidades
Los rivales tradicionales del Mainz 05 son el Eintracht Fráncfort y el 1. FC Kaiserslautern. Los encuentros con el Eintracht de Fráncfort suelen denominarse como "derbi del Rin-Meno". Los partidos contra el 1. FC Kaiserslautern se consideran el "derbi de Renania-Palatinado" y son los derbis con mayor prioridad para parte de la afición del Mainz. Este derbi se trata del "número uno de Renania-Palatinado".

## Uniforme
- Uniforme titular: Camiseta roja, pantalón blanco y medias rojas.
- Uniforme alternativo: Camiseta blanca, pantalón rojo y medias blancas.
- Tercer uniforme: Camiseta verde, pantalón verde y medias verdes.

### Titular
| 2009-10 | 2010-11 | 2011-12 | 2012-13 | 2013-14 | 2014-15 | 2015-16 | 2016-17 | 2017-18 |

| 2018-19 | 2019-20 | 2020-21 | 2021-22 | 2022-23 | 2023-24 | 2024-25 |

## Entrenadores
| - Paul Oßwald (1933–1935) - Helmut Schneider (1946–1948) - Berno Wischmann (1950–1950) - Hans Geiger (1950–1952) - Emil Izsó (1953–1954) - Erich Bäumler (1967–1968) - Bernd Hoss (1971–1974) - Uwe Klimaschefski (1974) - Gerd Menne (1974-1975) - Gerd Higi (interino) (1975) - Horst Hülß (1976-1980) - Herbert Dörenberg (1980-1983) - Lothar Emmerich (1983–1984) - Horst-Dieter Strich (1984–1988) - Horst Hülß (1988-1989) - Robert Jung (1989-1992) - Josip Kuze (1992-1994) - Hermann Hummels (1994-1995) | - Horst Franz (1995) - Manfred Lorenz (interino) (1995) - Wolfgang Frank (1995-1997) - Manfred Lorenz (interino) (1997) - Reinhard Saftig (1997) - Manfred Lorenz (interino) (1997) - Dietmar Constantini (1997-1998) - Wolfgang Frank (1998-2000) - Dirk Karkuth (2000) - René Vandereycken (2000) - Manfred Lorenz (interino) (2000) - Eckhard Krautzun (2000-2001) - Jürgen Klopp (2001–2008) - Jörn Andersen (2008-2009) - Thomas Tuchel (2009–2014) - Kasper Hjulmand (2014–2015) - Martin Schmidt (2015-2017) - Sandro Schwarz (2017-2019) | - Achim Beierlorzer (2019–2020) - Jan-Moritz Lichte (2020) - Jan Siewert (2020-2021) - Bo Svensson (2021-2023) - Jan Siewert (2023-2024) - Bo Henriksen (2024-) |

## Palmarés
- Campeonato Alemán Amateur: 2

1982, 1983
- Kreisliga Hessen: 1

1921
- Bezirksliga Rheinhessen-Saar: 1

1927

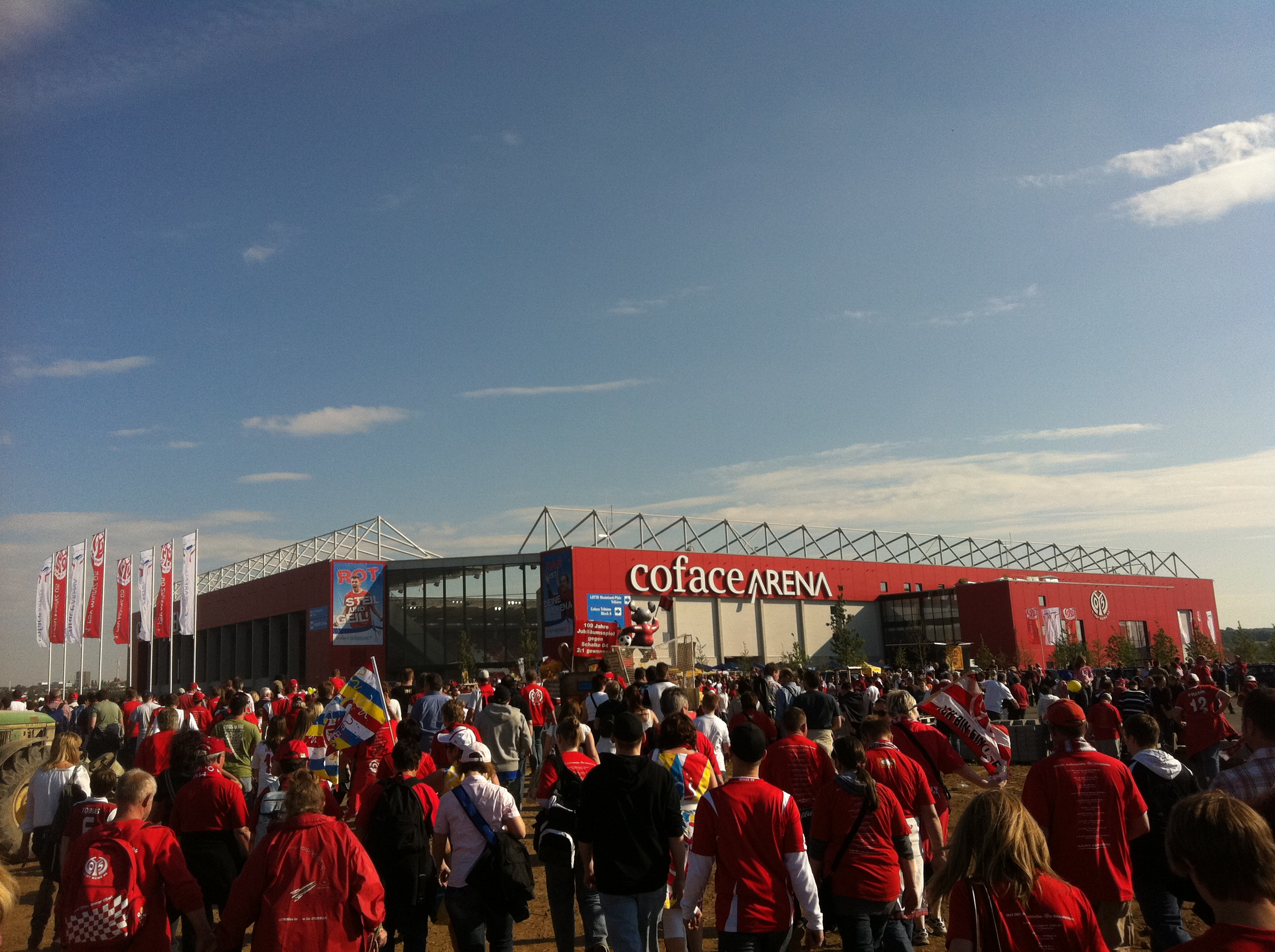
Coface Arena

- Bezirksliga Main-Hessen (Grupo Hessen): 2

1932, 1933
- Regionalliga Südwest : 1

1973
- Oberliga Südwest: 3

1981, 1988, 1990
- Amateurliga Südwest: 1

1978
- South West Cup: 3

1980, 1982, 1986

### Torneos amistosos
- Trofeoo Memorial Quinocho (1): 2018.

## Participación en competiciones de la UEFA
| Temporada | Torneo             | Ronda            | Club             | Casa | Visita | Global         |
| --------- | ------------------ | ---------------- | ---------------- | ---- | ------ | -------------- |
| 2005-06   | UEFA Cup           | Clasificatoria 1 | MIKA             | 4–0  | 0–0    | 4–0            |
| 2005-06   | UEFA Cup           | Clasificatoria 2 | Keflavík         | 2–0  | 2–0    | 4–0            |
| 2005-06   | UEFA Cup           | 1                | Sevilla          | 0–2  | 0–0    | 0–2            |
| 2011-12   | UEFA Europa League | Clasificatoria 3 | Gaz Metan Mediaș | 1–1  | 1–1    | 2–2, (3–4 pen) |
| 2014-15   | UEFA Europa League | Clasificatoria 3 | Asteras Trípoli  | 1–0  | 1–3    | 2–3            |